# Abbaye d'Andlau
L'abbaye d'Andlau est une abbaye bénédictine fondée en 880.  Elle est à l'origine de la commune d'Andlau dans le département du Bas-Rhin et la région Alsace.

## Historique
Fondée en 880 par l'impératrice Richarde épouse de Charles III le Gros, béatifiée par le pape Léon IX en 1049, l'abbaye d'Andlau a eu un rayonnement international au cœur de la chrétienté, à Rome. Preuves en sont, les nombreuses bulles papales précieusement conservées aux Archives départementales du Bas-Rhin à Strasbourg. Célèbre au travers des écrits et des abbesses qui s'y sont succédé et des nombreuses propriétés de l'abbaye en Alsace (Wagenbourg, Marlenheim) et en France (abbaye d'Etival). Richarde rédigea les statuts et les fit approuver par le pape Jean VIII qui dans sa réponse la qualifie de "servante de Jésus Christ et fille chérie de Dieu".
Selon la légende, Richarde est accusée d'inconduite par son mari. Afin de démontrer son innocence, elle se soumet à l'épreuve du feu : pieds nus et vêtue d'une chemise enduite de cire, elle traverse les flammes sans la moindre brûlure. Justifiée, mais meurtrie par le vil soupçon, elle quitte son château et s'en va dans la forêt. Un ange lui apparaît et lui enjoint de fonder un monastère à l'endroit que lui indiquera une ourse. A l'entrée du val d'Eléon, sur les bords du torrent, elle aperçoit la bête annoncée qui gratte la terre. C'est donc à cet endroit que s'élèvera l'abbaye d'Andlau. En souvenir de son origine, l'abbaye logera et nourrira gratuitement les montreurs d'ours de passage et entretiendra un ours vivant.
Telle est la légende. En fait, Richarde a déjà fondé Andlau depuis sept ans quand Charles le Gros la répudie. C'est là qu'elle se retire. Elle est canonisée en 1049 par le pape Léon IX, un alsacien. Les religieuses d'Andlau, toutes de noble naissance, avaient le droit de quitter le couvent et de se marier. Seule l'abbesse prononçait des vœux définitifs. Elle portait le titre, envié, de princesse du Saint-Empire.
En 1049, le pape Léon IX revenant du Concile qu'il avait tenu à Mayence et passant par Andlau, fit lever le corps de Richarde, qu'il exposa à la vénération publique, ce qui équivalait à une canonisation solennelle. Sainte Richarde est honorée avec le titre de Vierge dans le diocèse de Strasbourg.
L'abbesse Hadewitz, vers 1130 commanda la réalisation du portail et de la frise du massif occidental à un atelier de sculpteurs dont on pouvait voir les réalisations dans l'ancienne église abbatiale d'Eschau. À la suite d'un nouvel incendie, dans la nuit du dimanche au lundi de Pâques 1160, l'église fut une nouvelle fois reconstruite et son sanctuaire recouvert de deux voûtes à la fin du XIIe siècle.  La nef et le chœur ont subi plusieurs modifications au cours des siècles. Un pèlerinage fut dédié très tôt à Notre Dame dans la crypte de l'église où les chanoinesses se réunissaient chaque jour pour implorer la Vierge.
L'abbé Philippe-André Grandidier, à Strasbourg en 1778, dans son second ouvrage « Histoire de l’Église et des princes-évêques de Strasbourg » a réalisé une transcription des privilèges carolingiens accordés à l’abbaye, et figurant au « liber salicus » (Saalbuch), cartulaire exécuté vers l’année 1348, que lui-même a eu ce droit de reproduire par copie par l’abbesse, la princesse Jeanne-Madeleine de Flachslanden.
L’abbaye suivait la règle de saint Benoît, fondateur de l’ordre des bénédictins.
L’abbaye et notamment l’église abbatiale de la fondation par sainte Richarde, était dédiée au Saint Sauveur à l’origine.
À Andlau, l’abbesse était une religieuse nommée par l’empereur ou le roi, et bénéficiant ainsi d’un titre de noblesse de « princesse d’empire ».
C’est en 1288 que l’abbesse d’Andlau était « princesse d’Empire » avec droit de vote aux Diètes du Saint Empire germanique. L’abbesse disposait d’une cour composée d’officiers et de divers employés.
L’indépendance de l’abbesse, princesse d’empire depuis Charles Quint, était une réalité qui se vérifia à plusieurs reprises, et notamment lorsque l’Alsace passa sous le fief du Roi de France, Louis XIV au XVIIe siècle. Il a fallu toute la finesse de l’intendant du Roi pour que ce dernier, par un traité de juillet 1686, céda à la volonté des abbesses de n’élire que leur candidate et non celle du Roi. Les guerres que menaient par Turenne, les fortifications de Vauban et la suprématie de Louis XIV, ne résistèrent pas à ce que femme veut, et que dire au pluriel, lorsqu’il s’agissait de plusieurs chanoinesses : il abdiqua en reconnaissant ce droit aux chanoinesses d’élire une des leurs, et même si cette dernière devenait princesse d’empire, d’un état qui ne fût pas la France.
Louis XIV avait, dans sa confirmation des privilèges « vu l’importance qu’il y avait pour les gentilshommes catholiques de l’Alsace, de pouvoir mettre là leurs filles, sans faire de vœux, jusqu’à ce qu’elles trouvassent un parti pour se marier, ce qui est aux dits gentilshommes d’un grand secours et avantage, leurs maisons se trouvant par ce moyen considérablement déchargées »
Les grandes heures de l'abbaye prirent fin en 1789, et aujourd'hui il ne subsiste que les bâtiments du porche de l'abbaye, de la fondation Stoltz-Grimm, et la magnifique église abbatiale.

## Liste des princesses-abbesses
- 880-896 : sainte Richarde de Souabe
- 896-927 : Ruothrade (nièce de la précédente)
- 927-942 : Charité
- 942-958 : Adélaïde Ire
- 958-973 : Madeleine Ire
- 973-1024 : Othique
- 1024-1056 : Brigitte de Bavière (sœur de l'empereur germanique Henri II le Saint)
- 1056-1064 : Mathilde Ire de Carinthie (sœur de l'empereur germanique Conrad II le Salique)
- 1064-1158 : Judith
- 1158-1170 : Mathilde II
- 1170-1179 : Haïska
- 1179-1214 : Hedwige Ire
- 1214-1234 : Adélaïde II
- 1234-1263 : Hedwige II
- 1263-1292 : Agnès
- 1292-1309 : Cunégonde Ire
- 1309-1333 : Mathilde III
- 1333-1335 : Cunégonde II de Wangen de Grand-Geroldseck
- 1335-1342 : Sophie Ire de Ribeaupierre
- 1342-1360 : Catherine d’Andlau-Hombourg
- 1360-1368 : Adélaïde III de Wangen de Grand-Geroldseck
- 1368-1377 : Elisabeth Ire de Ribeaupierre
- 1377-1386 : Elisabeth II de Wangen de Grand-Geroldseck
- 1386-1395 : Anne de Malberg de Fénestrange
- 1395-1444 : Elisabeth III d’Oberkirch
- . . . .  - 1444 : Sophie II d’Andlau-Hombourg[3]
- 1479-1493 : Suzanne d’Eptingen
- 1493-1494 : Barbe de Knobloch
- 1494-1537 : Adèle de Muhlhoffen
- 1537-1572 : Cunégonde III de Reinach
- 1572-1609 : Madeleine II de Rebstock
- 1609-1638 : Cordule de Krotzingen
- 1638-1656 : Marie-Ursule Reich de Reichenstein
- 1656-1666 : Jeanne-Sabine d’Offenbourg
- 1666-1700 : Béatrice Ire d’Eptingen
- 1666-1700 : Cunégonde IV de Beroldingen[4]
- 1700-1708 : Marie-Cléophe de Flaxland[5],[6],[7]
- 1755-1771 : Sophie III d’Andlau-Hombourg
- 1771-1774 : Marie Béatrix II Eusébie de Breiten-Landenberg[8],[9]
- 1776-1790 : Madeleine III Barbe de Flaxlanden
- 1790-1792 : Sophie IV Truchsess de Rheinfelden

Source : Dictionnaire d'histoire et de géographie ecclésiastique

## Architecture

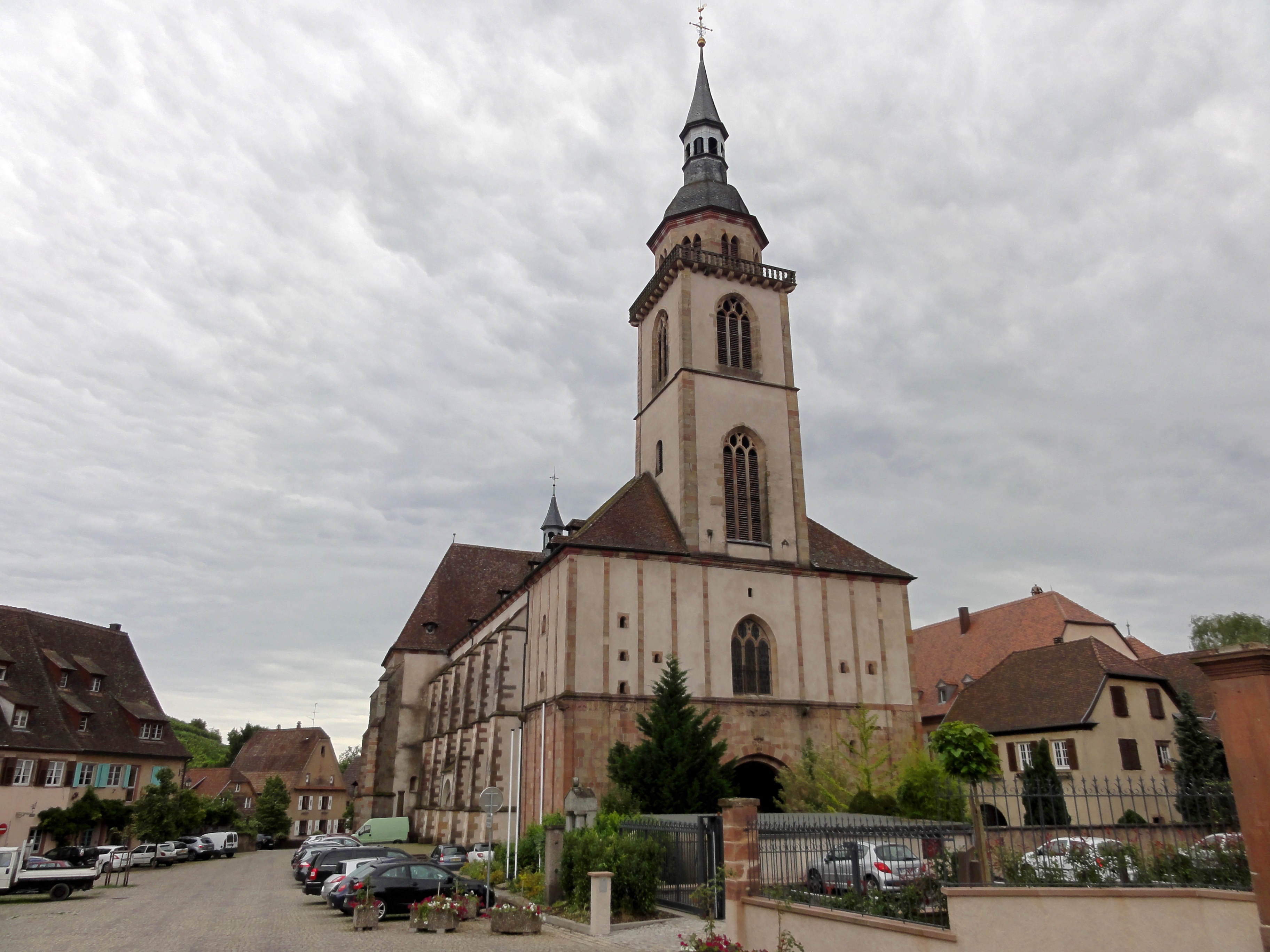
Vue d'ensemble de l'église Saint-Pierre-et-Saint-Pau.l
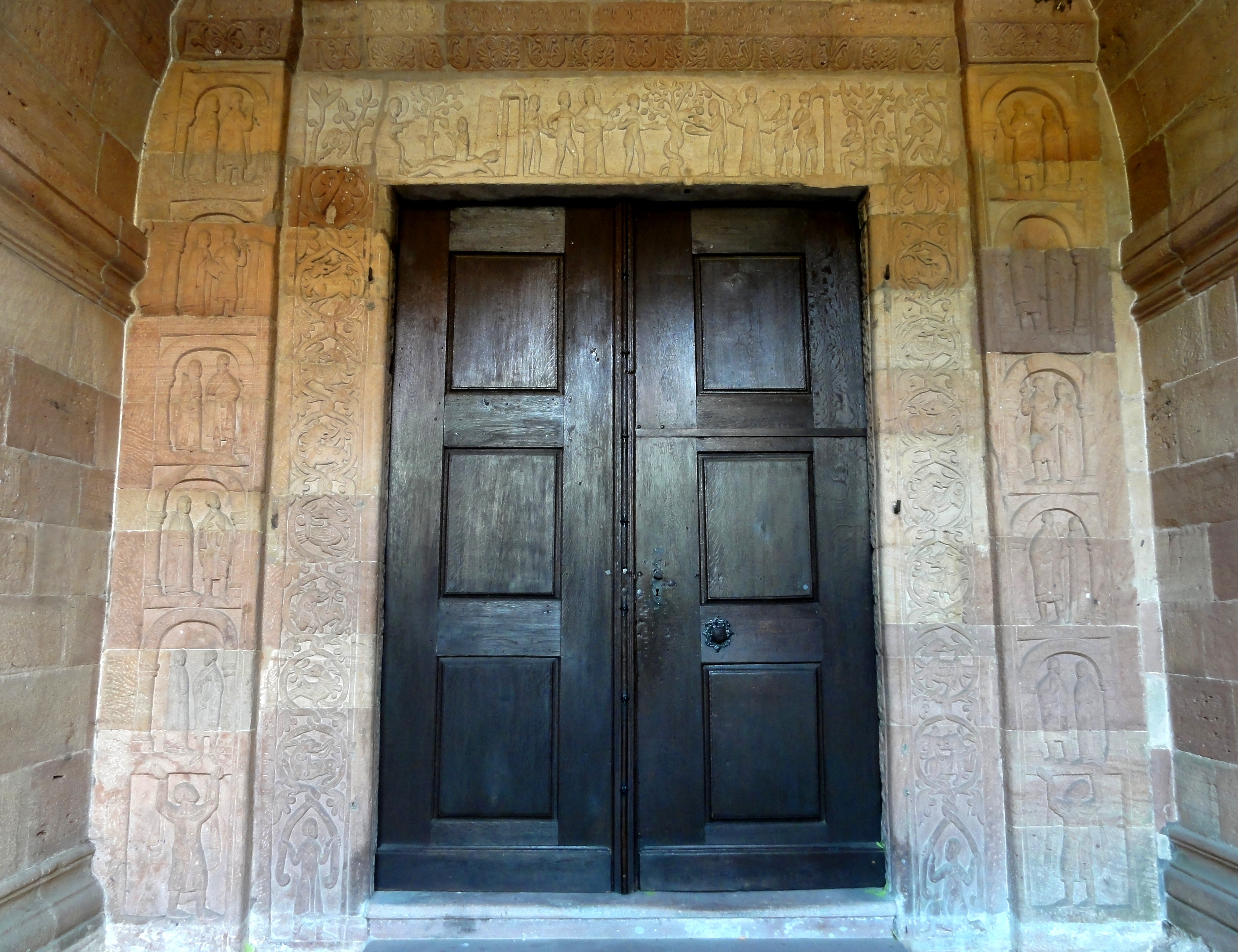
Portail roman du XIIe siècle.
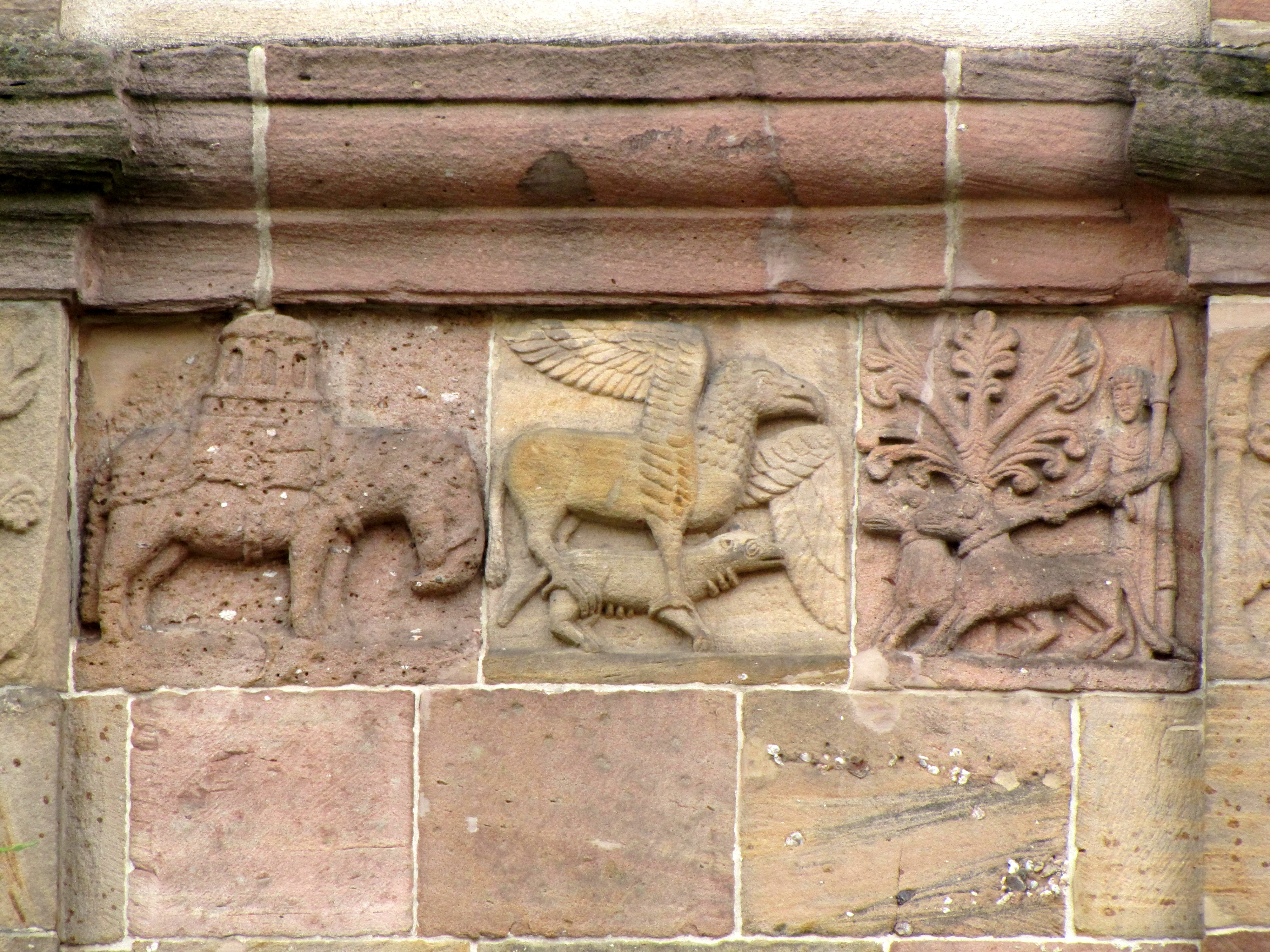
Frise romane du XIIe siècle.

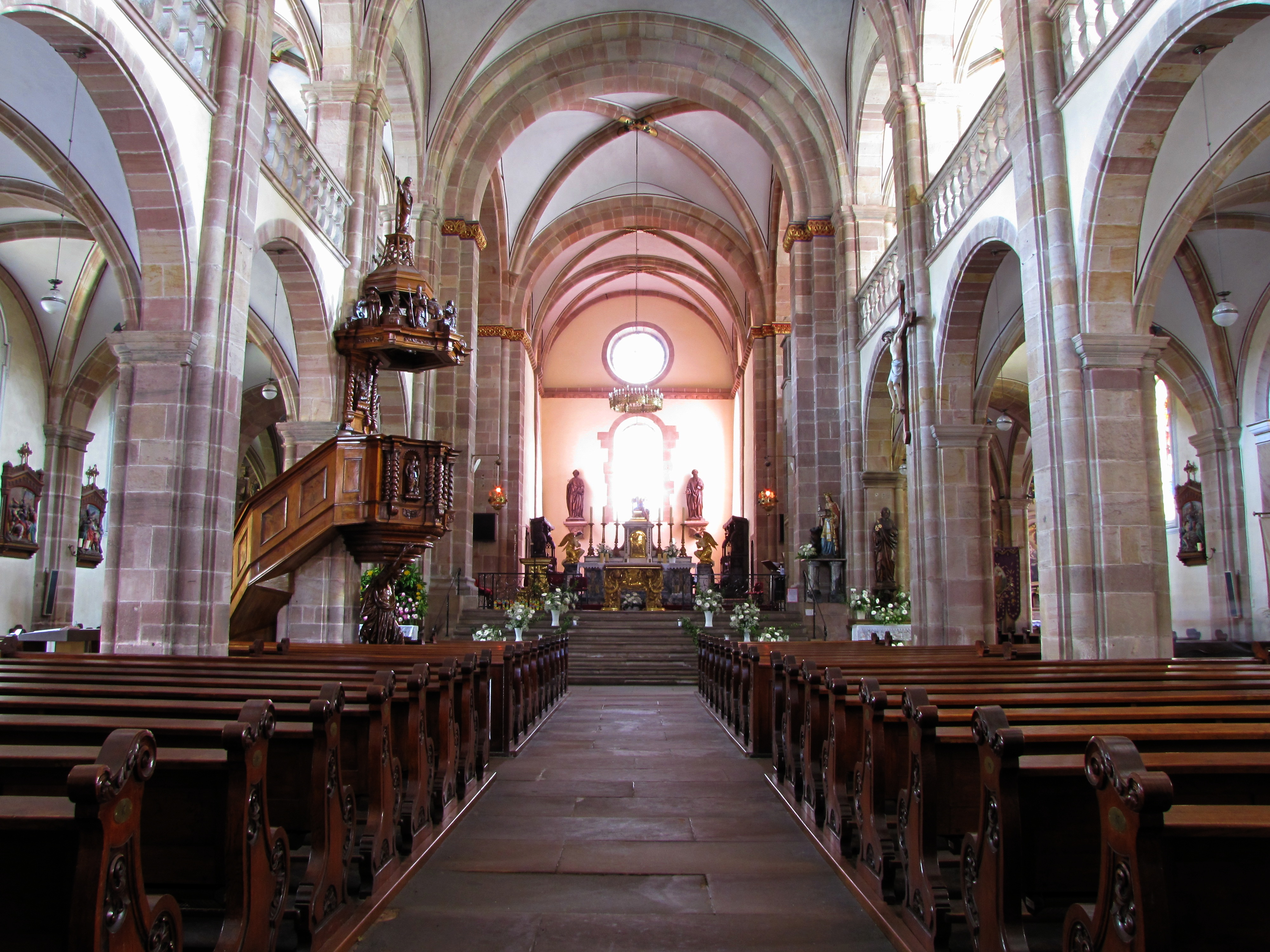
Vue intérieure de la nef vers le chœur.
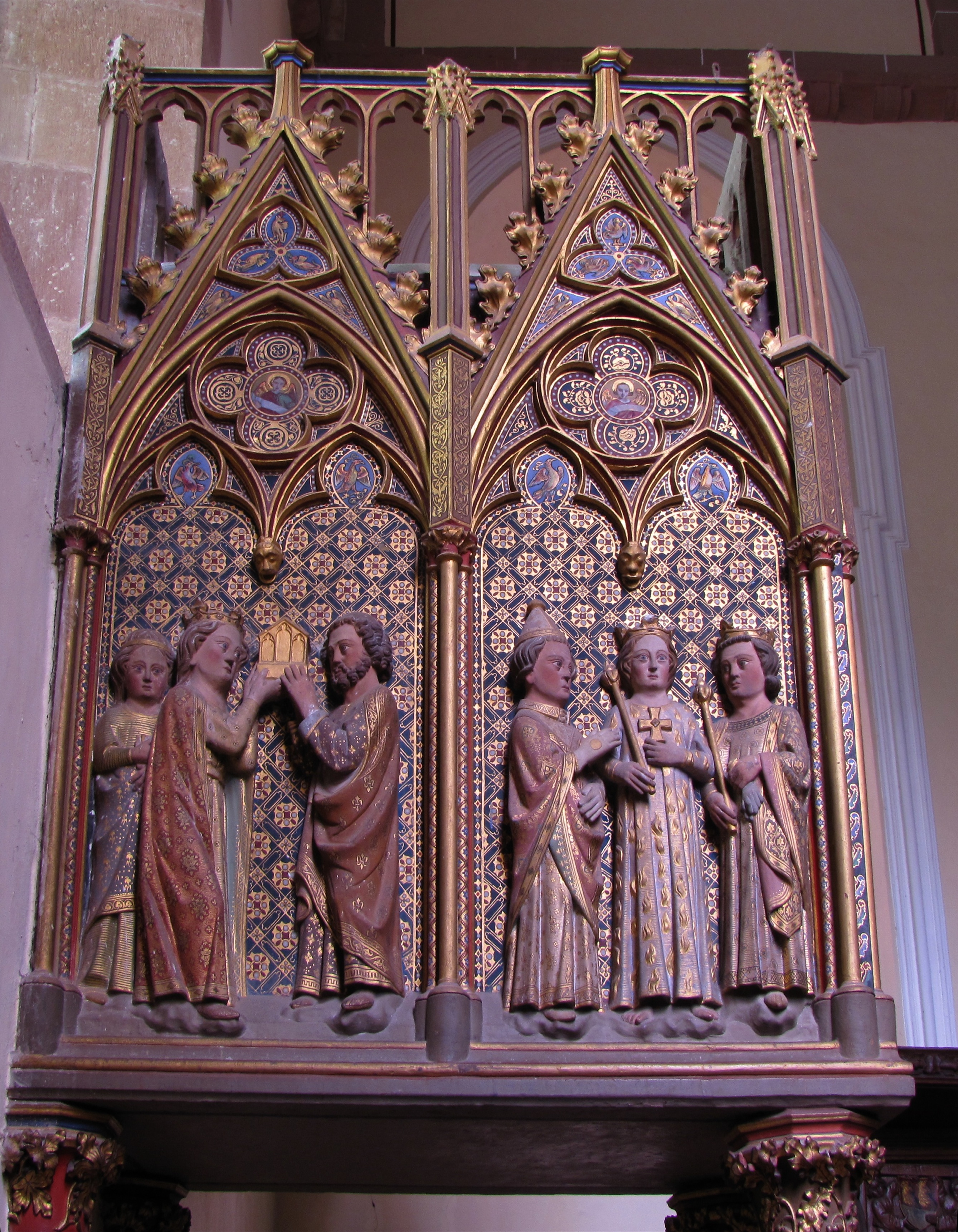
Châsse de sainte Richarde (XIVe siècle-XIXe siècle), face nord.
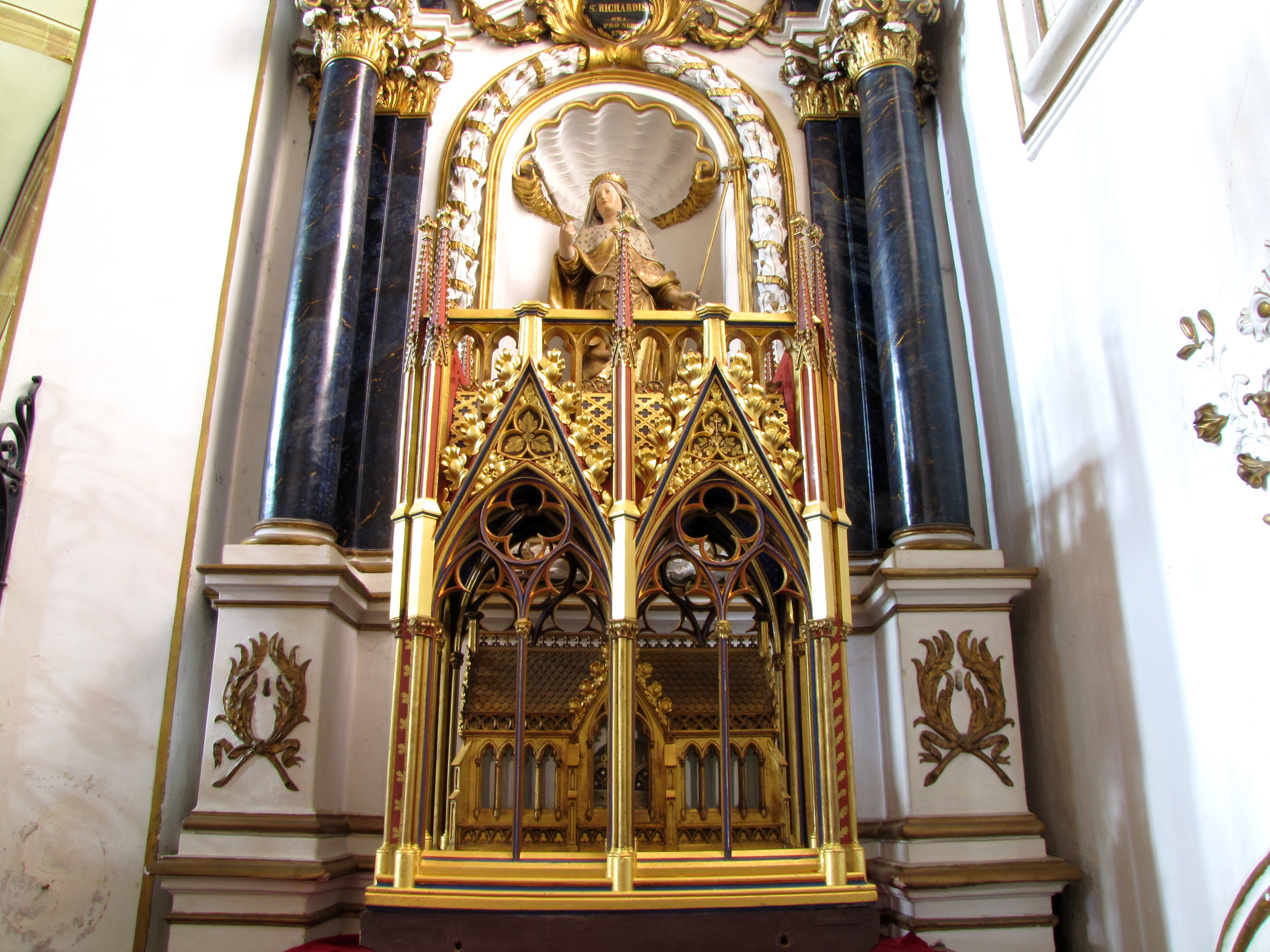
Châsse-reliquaire du chef de sainte Richarde (1841).